# 太阳塔 (温哥华)

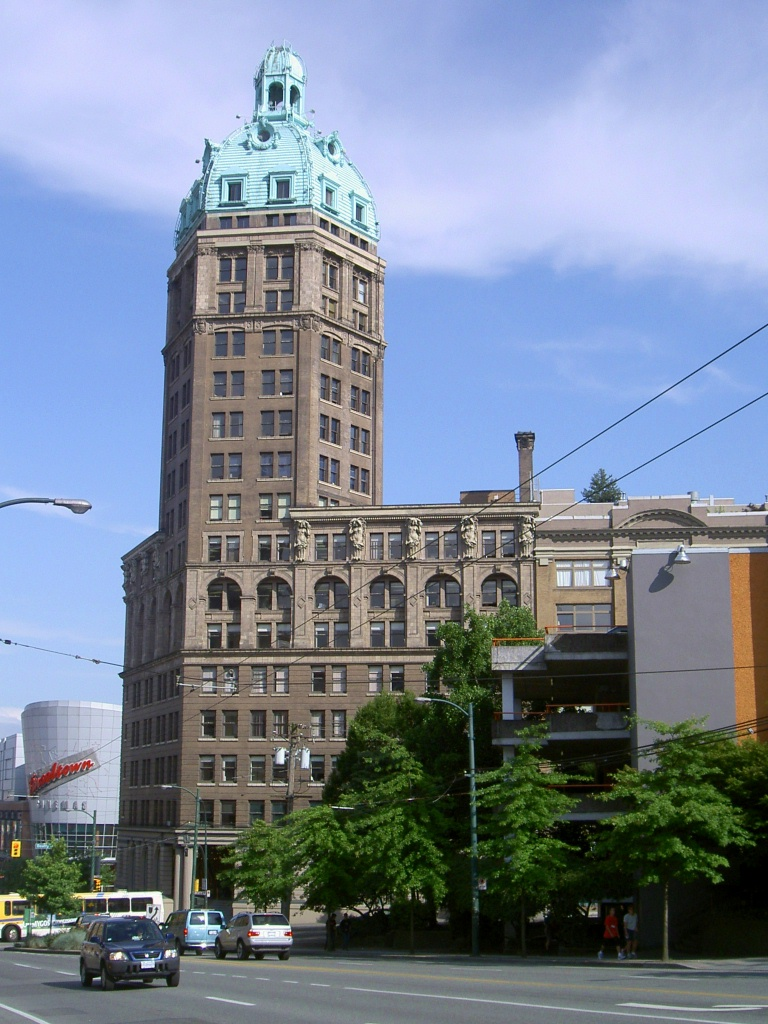
太阳塔

太阳塔（英語：Sun Tower）是加拿大卑詩省温哥华的一座建筑，学院派风格（Beaux-Arts），17层（高82米/270英尺），座落片打西街（West Pender Street）100号。其特点是巨大的绿色穹顶，其实绿色是画上去的，模仿被风化的铜的颜色。9个裸体的缪斯女神支撑着飞檐。
大樓於1912年落成，由建築師 W. T. Whiteway 設計，用作《溫哥華世界報》的總部，並稱為「世界大樓」。大樓曾短暫成為大英帝國第一高樓。《世界報》於1924年結業後，《溫哥華太陽報》遷至此處，大廈改稱「太陽塔」。《太陽報》於1960年代遷離此處，但大樓卻保持名稱並沿用至今。溫哥華的Moscovitch家族隨後購入大樓，再於2008年售予Sun Capital。買賣雙方沒有公開成交價，但大樓於2008年估值為616萬加元。買家承諾會與市政府合作修葺大樓。